# شمش فلز

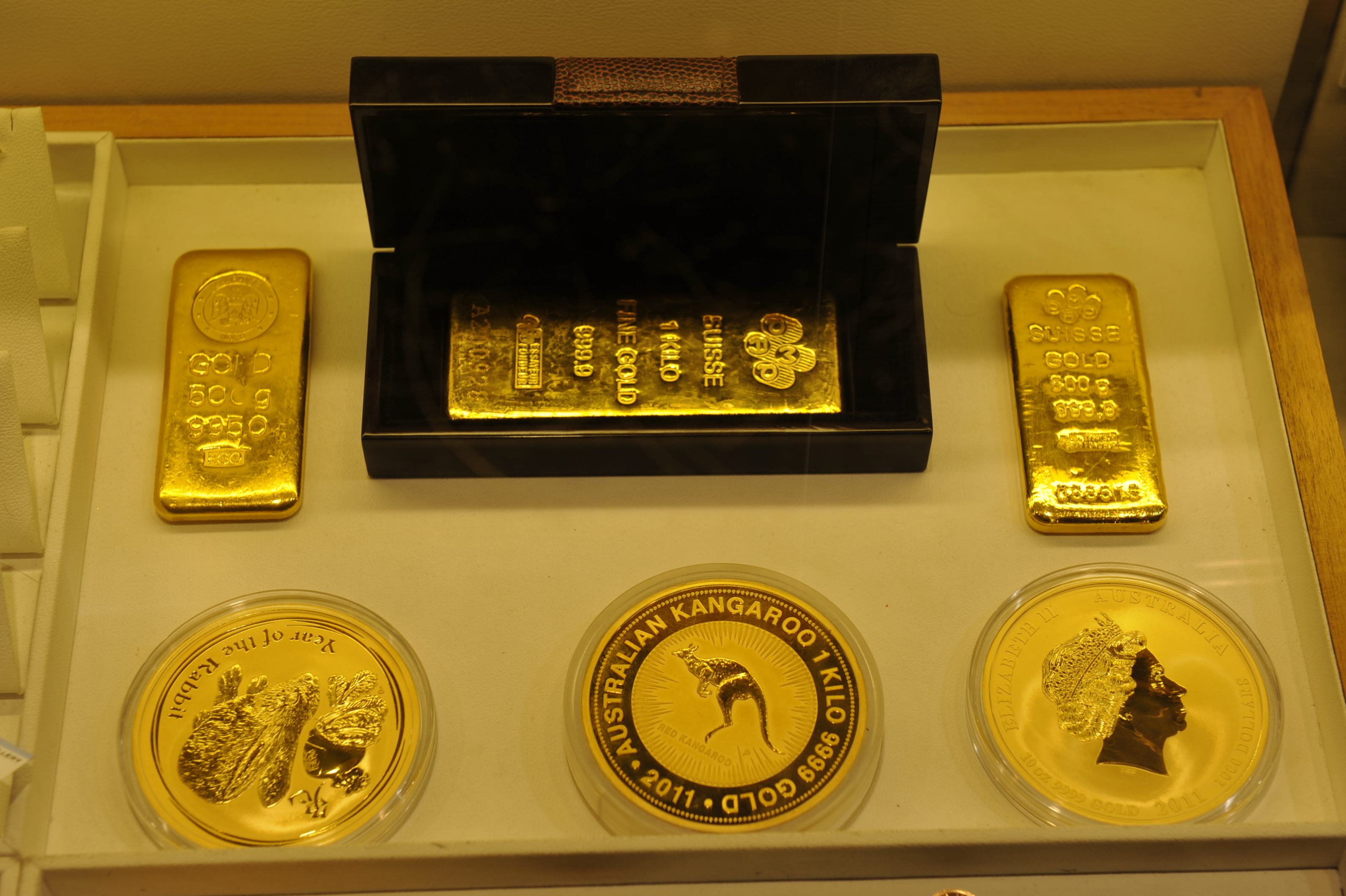
شمش طلا و سکه

شمش فلز (انگلیسی: Bullion) اشاره به شمش‌های طلا، شمش‌های نقره و سایر شمش‌های دیگر از جمله شمش فلزات و فلزات گران‌بها دارد، کلمهٔ شمش یا بولیون از نام وزیر مالیهٔ فرانسه در دوران لوئی سیزدهم کلود دو بلیون اقتباس گردیده.
ارزش شمش معمولاً با ارزش محتوای فلزات گران‌بهای تشکیل‌دهندهٔ آن سنجیده می‌شود، که توسط خلوص و جرم آن تعریف شده و تعیین می‌گردد، برای تایید خلوص طلا، یک آزمایشگاه مدرن با استفاده از طیف‌سنجی فلورسانس پرتو ایکس با دقت بسیار و به منظور اطمینان دریافت‌کنندگان یا سفارش دهندگان از ارزیابی کیفی آن بررسی‌های مختلفی را از جمله در زمینهٔ وزن بر روی محصول انجام می‌دهد، خرده فروشان ممکن است گاهی اوقات قطعات و میله‌های فلزات پایه، مانند مس، نیکل و آلومینیم در بازار را به عنوان شمش معامله نمایند اما این نوع مراوده به طور کلی با تعریف شمش مطابقت ندارد.